# Sue Fennessy
Sue Fennessy (Melbourne, 25 de julho de 1968) é uma empresária e filantropista americana nascida na Austrália. É conhecida por ser a fundadora e CEO da rede social WeAre8, fundadora, maior acionista e ex-CEO da Standard Media Index (SMI), fundadora da Frontiers Group LTD e fellow da Universidade Monash.

## Biografia
Fennessy formou-se na Universidade Monash em 1994. Em 1989, durante sua graduação, criou a MM Communications, uma patrocinadora que atuava na Ásia-Pacífico. Em 2000, a empresa foi comprada pela Omnicom.
Em 2001, criou e tornou-se a CEO da Frontiers Group, empresa de tecnologia focada em esportes sediada em Xangai, que notorizou-se por negociar alguns dos acordos na Copa do Mundo de 2002 e transmitir programas de estilo de vida e trazer a primeira apresentação de Cats e Les Misérables ao país.
Em 2009, fundou e tornou-se CEO da Standard Media Index (SMI), cargo que manteve até 2014. A empresa atua do ramo de agregação de dados sobre a indústria da mídia atua nos Estados Unidos, Europa e Ásia-Pacífico.
Em 2022, lançou a WeAre8, rede social que paga pela atenção de seus usuários.